# Angelo da Costa Júnior
Angelo Esmael da Costa Júnior (São Bernardo do Campo, San Pablo, Brasil, 12 de noviembre de 1983) conocido como Júnior Costa en Brasil o Angelo Da Costa (o simplemente Da Costa) en Italia, es un exfutbolista brasileño. Jugaba de portero.

## Trayectoria

### Santo André
Junior Costa jugó ocho de los once encuentros de la Copa Brasil 2004, torneo que Santo André ganó.
Firmó su primer contrato con el club en abril de 2005. Fue el suplente de Júlio César Martins en la Copa Libertadores 2005. 
Debutó por la Série B de Brasil el 25 de agosto de 2006, entrando por Bonan en el minuto 23. 

### Varese & Ancona
En enero de 2008 Da Costa se unió al Varese de la Serie C2.
Durante el verano de 2008 fichó por el Ancona.

### Sampdoria
Llegó a la Sampdoria en el año 2010. 
Para el 2011 se le asignó el dorsal 1 y debutó en la Serie A el 8 de mayo de 2011 en el Derbi de Génova. 
Da Costa jugó 15 encuentros en la Serie B de 2011-12. Inicialmente como suplente de Sergio Romero, fue el portero titular del equipo luego de que el arquero argentino se lesionara. Para los play-offs del ascenso, Romero estaba fuera por encuentros a nivel internacional y se perdió la primera ronda, Da Costa fue el titular en la victoria de play-offs contra el Sassuolo. 

### Bologna
El 20 de enero de 2015, Da Costa fichó por el Bologna F.C. El 8 de julio de 2015 renovó su contrato con el club por tres años. 
El 6 de octubre de 2021, el jugador anunció su retiro.

## Estadísticas
Actualizado al final de su carrera.
| Club                 | Div.          | Temporada     | Liga  | Liga  | Copa Nacional | Copa Nacional | Copa Internacional | Copa Internacional | Otras | Otras | Total | Total |
| Club                 | Div.          | Temporada     | Part. | Goles | Part.         | Goles         | Part.              | Goles              | Part. | Goles | Part. | Goles |
| Santo André · Brasil | 2.ª           | 2004          | 0     | 0     | 8             | 0             | 0                  | 0                  | 0     | 0     | 0     | 0     |
| Santo André · Brasil | 2.ª           | 2005          | 0     | 0     | 0             | 0             | 1                  | 0                  | 0     | 0     | 0     | 0     |
| Santo André · Brasil | 2.ª           | 2006          | 7     | 0     | 0             | 0             | 0                  | 0                  | 0     | 0     | 7     | 0     |
| Santo André · Brasil | 2.ª           | 2007          | 16    | 0     | 0             | 0             | 0                  | 0                  | 0     | 0     | 0     | 0     |
| Santo André · Brasil | Total club    | Total club    | 23    | 0     | 8             | 0             | 1                  | 0                  | 0     | 0     | 32    | 0     |
| Varese · Italia      | 4.ª           | 2007-08       | 0     | 0     | 0             | 0             | 0                  | 0                  | 0     | 0     | 0     | 0     |
| Varese · Italia      | Total club    | Total club    | 0     | 0     | 0             | 0             | 0                  | 0                  | 0     | 0     | 0     | 0     |
| Ancona · Italia      | 2.ª           | 2008-09       | 29    | 0     | 1             | 0             | 0                  | 0                  | 0     | 0     | 30    | 0     |
| Ancona · Italia      | 2.ª           | 2009-10       | 42    | 0     | 0             | 0             | 0                  | 0                  | 0     | 0     | 42    | 0     |
| Ancona · Italia      | Total club    | Total club    | 71    | 0     | 1             | 0             | 0                  | 0                  | 0     | 0     | 72    | 0     |
| Sampdoria · Italia   | 1.ª           | 2010-11       | 4     | 0     | 2             | 0             | 2                  | 0                  | 0     | 0     | 8     | 0     |
| Sampdoria · Italia   | 2.ª           | 2011-12       | 18    | 0     | 2             | 0             | 0                  | 0                  | 0     | 0     | 20    | 0     |
| Sampdoria · Italia   | 1.ª           | 2012-13       | 4     | 0     | 0             | 0             | 0                  | 0                  | 0     | 0     | 4     | 0     |
| Sampdoria · Italia   | 1.ª           | 2013-14       | 33    | 0     | 1             | 0             | 0                  | 0                  | 0     | 0     | 34    | 0     |
| Sampdoria · Italia   | 1.ª           | 2014-15       | 0     | 0     | 1             | 0             | 0                  | 0                  | 0     | 0     | 1     | 0     |
| Sampdoria · Italia   | Total club    | Total club    | 59    | 0     | 6             | 0             | 2                  | 0                  | 0     | 0     | 67    | 0     |
| Bologna · Italia     | 2.ª           | 2015          | 13    | 0     | 0             | 0             | 0                  | 0                  | 0     | 0     | 13    | 0     |
| Bologna · Italia     | 1.ª           | 2015-16       | 5     | 0     | 0             | 0             | 0                  | 0                  | 0     | 0     | 5     | 0     |
| Bologna · Italia     | 1.ª           | 2016-17       | 18    | 0     | 1             | 0             | 0                  | 0                  | 0     | 0     | 19    | 0     |
| Bologna · Italia     | 1.ª           | 2017-18       | 4     | 0     | 0             | 0             | 0                  | 0                  | 0     | 0     | 4     | 0     |
| Bologna · Italia     | 1.ª           | 2018-19       | 0     | 0     | 2             | 0             | 0                  | 0                  | 0     | 0     | 2     | 0     |
| Bologna · Italia     | 1.ª           | 2019-20       | 1     | 0     | 1             | 0             | 0                  | 0                  | 0     | 0     | 2     | 0     |
| Bologna · Italia     | 1.ª           | 2020-21       | 6     | 0     | 2             | 0             | 0                  | 0                  | 0     | 0     | 8     | 0     |
| Bologna · Italia     | Total club    | Total club    | 47    | 0     | 6             | 0             | 0                  | 0                  | 0     | 0     | 53    | 0     |
| Total carrera        | Total carrera | Total carrera | 200   | 0     | 21            | 0             | 3                  | 0                  | 0     | 0     | 224   | 0     |

## Palmarés

### Títulos nacionales
| Título         | Club                      | País   | Año  |
| -------------- | ------------------------- | ------ | ---- |
| Copa Paulista  | Esporte Clube Santo André | Brasil | 2003 |
| Copa do Brasil | Esporte Clube Santo André | Brasil | 2004 |